# Johann Theobald von Stadion

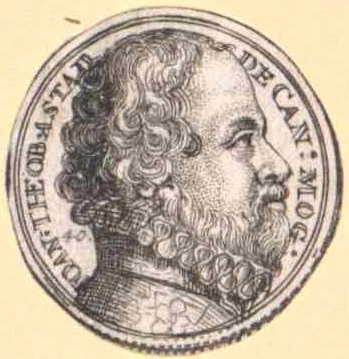
Johann Theobald von Stadion

Johann Theobald von Stadion (* im 16. Jahrhundert; † 12. Juni 1585 in Mainz) war ein deutscher Adeliger und Domdekan in Mainz.

## Herkunft und Familie
Er entstammte der elsässischen Linie des schwäbischen Uradelsgeschlechtes von Stadion und wurde geboren als Sohn des Johann Ulrich von Stadion sowie seiner Gattin Apollonia von Nankenreuth. Des Vaters Onkel Christoph von Stadion (1478–1543) regierte als Fürstbischof von Augsburg. Johann Theobalds jüngster Bruder   Johann Caspar von Stadion (1567–1641), amtierte als 45. Hochmeister des Deutschen Ordens. Beider Großneffe war Franz Kaspar von Stadion (1637–1704), Fürstbischof von Lavant.

## Leben und Wirken
Johann Theobald von Stadion trat in den geistlichen Stand ein. Durch Resignation seines Onkels Johann Conrad von Stadion († 1565) wurde er 1560 Domherr in Augsburg, im gleichen Jahr auch zu Mainz, wo die Familie bis dahin noch nicht vertreten und weitgehend unbekannt war.  In Mainz wurde Stadion zudem Kapitular an St. Viktor und St. Maria ad Gradus.
1571 avancierte der Adelige zum Domkapitular von Basel, 1580 übernahm er dort das Amt des Domkantors. Das Basler Kapitel hielt sich zu jener Zeit dauerhaft im Vorderösterreichischen Freiburg im Breisgau auf.
Georg von Schönenberg, seit 1580 Bischof von Worms, resignierte 1582 von seinem Amt als Mainzer Domdekan, worauf das Kapitel Johann Theobald von Stadion zum Nachfolger wählte.
Stadion hatte nur eine kurze Amtszeit von drei Jahren. Er starb 1585 völlig unerwartet in Mainz und wurde im Ostchor des Mainzer Domes beigesetzt. Der Würzburger Fürstbischof Julius Echter, der auch dem Mainzer Domkapitel angehörte, bedauerte Stadions Tod brieflich und schrieb, er habe „seiner Prälatur wol fürgestanden und mit der Zeit bei dem Stift mehr nutzen schaffen können.“